# سیارک ۱۶۰۲۵۹
سیارک ۱۶۰۲۵۹ (به انگلیسی: 160259 Mareike، نامگذاری:2002QH53) صد و شصت هزار و دویست و پنجاه و نهمین سیارک کشف شده‌است که در ۲۹ اوت ۲۰۰۲ کشف شد.